# 松浦嘉一
松浦 嘉一（まつうら かいち、1891年（明治24年）9月1日 - 1967年（昭和42年）8月7日）は、英文学者。

## 経歴
出生から修学期
1891年、愛知県名古屋市で生まれた。第八高等学校を経て、東京帝国大学英文科に進学。大学では、夏目漱石門下として学んだ。1916年に東京帝国大学を卒業。
英文学者として
1920年、法政大学予科教授となった。1925年に東京高等学校教授となり、続いて第一高等学校教授となった。
太平洋戦争後
1946年、学位論文『ダンの修辞的映像に現れたる彼の世界観及び将来の英帝国に対して彼の抱きたる幻想』を東京帝国大学に提出して文学博士号を取得。1949年、東京大学教養学部教授に就いた。1951年からはお茶の水女子大学教授として教鞭をとり、1956年に定年退職した。1957年からは東京女子大学教授をつとめ、1962年に退任。翌1963年からは鶴見女子大学教授となり、初代英米文学科長をつとめた。1967年に死去。

## 研究内容・業績
専門は英文学で、ジョン・ダンを専門とした。1948年にジョン・ロックの『統治二論』（『政治論』の題で刊行）を初めて日本語に完訳した人物でもある。
松浦文庫
主に英米文学関係の蔵書1,231冊は「松浦文庫」として鶴見女子大学に収められている。

## 家族・親族
- 岳父：巖本善治は教育者。
- 子息：松浦高嶺（1923年生まれ）は英国史研究者。

## 著書
- 『メリディス』研究社〈英米文学評伝叢書 65〉、1934年6月。 NCID BN04416301。全国書誌番号:66013300。
  - 『メリディス』（復刻版）研究社〈英米文学評伝叢書 65〉、1980年6月。 NCID BN02983592。全国書誌番号:81044543。
- 『英国を視る』第一書房、1940年1月。 NCID BN04747455。全国書誌番号:46045721。
  - 『英国を視る 1930年代の西洋事情』講談社〈講談社学術文庫〉、1984年9月。ISBN 9784061586529。 NCID BN06778824。全国書誌番号:85004133。松浦高嶺改訂、外山滋比古解説
- 『英国史』研究社、1942年7月。 NCID BN06344948。全国書誌番号:46005443。
- 『英国を語る』益世館出版部〈みどり叢書〉、1946年5月。 NCID BN10841232。全国書誌番号:61006346。
- 『アメリカの理想の誕生』植村書店、1948年2月。 NCID BN06524473。全国書誌番号:46005576 全国書誌番号:48012762。
- 『サンージョン・ペルス「遠征」研究』松浦文一郎、1968年8月。 NCID BN11055702。全国書誌番号:78033544。

### 翻訳
- アリストテレス『詩学』岩波書店〈哲学古典叢書 1〉、1924年11月。 NCID BN07859499。全国書誌番号:43043218 全国書誌番号:52012575。
  - アリストテレス『詩学』岩波書店〈岩波文庫〉、1949年6月。 NCID BN01043842。全国書誌番号:49008400。
- ジョン・ダン『ダン抒情詩選』新月社〈英米名著叢書〉、1947年12月。 NCID BN06330954。全国書誌番号:46029029。
  - ジョン・ダン『ダン詩選 Select poems of John Donne』研究社〈英米文学叢書〉、1953年。ISBN 978-4327000035。 NCID BA08021529。全国書誌番号:。再版多数
- ジョン・ロック『政治論』東西出版社〈もだん・らいぶらりい〉、1948年10月。 NCID BN08437449。全国書誌番号:46008526 全国書誌番号:60008419。

共訳
- ホメーロス 著、田中秀央 共 訳『オデュスセィアー』 上・下、弘文堂、1939年4月-1939年5月。 NCID BN09591604。全国書誌番号:46046587。
- ウィリアム・シェイクスピア 著、市河三喜 共 訳『ハムレット』岩波書店〈岩波文庫〉、1949年7月。 NCID BN00921619。全国書誌番号:49008520。
  - シェイクスピア 著、市河三喜 共 訳『ハムレット』（改版）岩波文庫、1957年6月。ISBN 9784003220498。 NCID BN01521434。全国書誌番号:57006802。